# Йемен на летних Олимпийских играх 1996
Йемен принимал участие в Летних Олимпийских играх 1996 года в Атланте (США) во второй раз за свою историю, но не завоевал ни одной медали. Страну представляли борец и три легкоатлета.

## Лёгкая атлетика
Спортсменов — 3
Мужчины
| Спортсмен          | Вид     | Забег     | Забег | Четвертьфинал | Четвертьфинал | Полуфинал | Полуфинал | Финал      | Финал     |
| Спортсмен          | Вид     | Результат | Место | Результат     | Место         | Результат | Место     | Результат  | Место     |
| ------------------ | ------- | --------- | ----- | ------------- | ------------- | --------- | --------- | ---------- | --------- |
| Анвар Мохамед Али  | 400 м   | 50,81     | 8     | Не прошёл     | Не прошёл     | Не прошёл | Не прошёл | Не прошёл  | Не прошёл |
| Саид Басвейдан     | 800 м   | 1.49,35   | 6     | Не прошёл     | Не прошёл     | Не прошёл | Не прошёл | Не прошёл  | Не прошёл |
| Мохаммад Аль Саади | Марафон |           |       |               |               |           |           | 2:40.41 NR | 101       |

## Борьба
Спортсменов — 1
Греко-римский стиль
| Спортсмен         | Категория | 1/16                        | 1/8                | Четвертьфинал      | Полуфинал          | Доп. раунд 1                | Доп. раунд 2         | Финал                | Место |
| Спортсмен         | Категория | Соперник Результат          | Соперник Результат | Соперник Результат | Соперник Результат | Соперник Результат          | Соперник Результат   | Соперник Результат   | Место |
| ----------------- | --------- | --------------------------- | ------------------ | ------------------ | ------------------ | --------------------------- | -------------------- | -------------------- | ----- |
| Абдулла Аль-Изани | 48 кг     | Братан Ценов (BUL) пор 0:10 | Не прошёл          | Не прошёл          | Не прошёл          | Таир Захидов (AZE) пор 0:11 | Завершил выступление | Завершил выступление | 19    |